# スロボダン・ボシュカン
スロボダン・ボシュカン（セルビア語: Слободан Бошкан, 1975年8月18日 - ）は、セルビアの元男子バレーボール選手、指導者。元セルビア代表。

## 来歴
ノヴィ・サド出身。1995年、ユーゴスラビアリーグの名門ヴォイヴォディナ・ノヴィサドへ入団し、5度のリーグ優勝を経験する。ギリシャリーグのオリンピアコス、セリエAのトレントを経て、2004年から在籍したフランスリーグのトゥールVBでは、2度のフランスカップ優勝と、2005年欧州チャンピオンズリーグ優勝に貢献した。
1998年、ナショナルチームに代表入りし、2007年に代表を退くまで通算260試合に出場。ユーゴスラビア代表として出場した、1998年世界選手権で銀メダル、2000年シドニーオリンピックで金メダルを獲得し、レギュラーで出場した2001年欧州選手権ではチームの初優勝に貢献した。また、セルビア・モンテネグロ代表として2003年ワールドカップにも出場した。
ユーゴスラビアからセルビア・モンテネグロにかけてのナショナルチームは、長らくシドニーオリンピック金メダリストのレギュラーメンバーで試合に臨むことが多かったが、経験豊富なレフトのウイングスパイカーとして重宝され、2006年世界選手権をもってセルビアとモンテネグロが2つのチームに分離した後も、セルビア代表としてチームに残り、2007年欧州選手権に出場した。
2015年2月、モンテネグロ代表監督に就任した。

## 球歴
ナショナルチーム代表歴
- オリンピック - 2000年（金メダル）
- 世界選手権 - 1998年（銀メダル）、2002年（4位）、2006年（4位）
- ワールドカップ - 2003年（銅メダル）
- ワールドグランドチャンピオンズカップ - 2001年（3位）
- ワールドリーグ - 2003年（準優勝）、2002年（3位）
- 欧州選手権 - 2001年（優勝）、2007年（3位）

クラブチーム優勝歴
- ユーゴスラビアリーグ - 1995年、1996年、1997年、1998年、1999年
- ギリシャリーグ - 2000年
- フランスカップ - 2005年、2006年
- 欧州チャンピオンズリーグ - 2005年

## 所属クラブ
- ヴォイヴォディナ・ノヴィサド（1995-1999年）
- オリンピアコス（1999-2000年）
- トレンティーノ・バレー（2000-2002年）
- イラクリス・テッサロニキ（2002-2003年）
- ヴォイヴォディナ・ノヴィサド（2003-2004年）
- トゥールVB（2004-2008年）
- ハルクバンク・アンカラ（2008-2009年）
- ブドヴァンスカ・リヴィエラ・ブドヴァ（2008-2011年）

## 指導歴
- Dunav Volley（2012-2014）
- バレーボールモンテネグロ男子代表（2014-2016年）
- ブドヴァンスカ・リヴィエラ・ブドヴァ（2014-2016年）
- オリンピアコス（2016-2017年）
- ヴォイヴォディナ・ノヴィサド（2017-2023年）
- セルビア代表（2019-2020年）